# خالد بولامي
خالد بولامي ولد 7 أغسطس 1969 بمدينة أسفي وهو عداء مغربي تخصص مسافة 5000 متر.

## سيرة ذاتية
هو أخ العداء إبراهيم بولامي، بدأ مشواره بألعاب القوى من أندية أسفي ومن فريقها أولمبيك أسفي تحث قيادة اطر مسفيوية وتألق بشكل كبير ليصل العالمية.

## إنجازاته

### الألعاب الأولمبية الصيفية
- ألعاب الأولمبياد الصيفية سنة 1996 بـ أتلانتا
  -  ميدالية برونزية في 5000 متر

### بطولة العالم لألعاب القوى
- بطولة العالم لألعاب القوى 1997 بـ أثينا
  -  ميدالية فضية في 5000 متر
- بطولة العالم لألعاب القوى 1995 بـ غوتنبرغ
  -  ميدالية فضية في 5000 متر

## وصلات خارجية
- نبذة عن خالد بولامي  على موقع الاتحاد الدولي لألعاب القوى
- خالد بولامي على موقع الاتحاد الدولي لألعاب القوى (الإنجليزية)
- خالد بولامي على موقع اللجنة الأولمبية الدولية (الإنجليزية)
- خالد بولامي على موقع أوليمبيديا (الإنجليزية)